# Der Sohn des Asterix
Der Sohn des Asterix (französischer Originaltitel: Le Fils d'Astérix) ist der 27. Asterix-Band und erschien 1983 sowohl auf Französisch als auch auf Deutsch. Getextet und gezeichnet wurde das Album von Albert Uderzo.

## Handlung
Brutus, der Adoptivsohn und insgeheim ein Feind von Caesar, versucht, dessen Sohn Caesar junior (in späteren Alben Caesarion) umzubringen, um ihn als leiblichen Erben auszuschalten. Seine Mutter Kleopatra lässt ihn daher in das unbesiegbare, gallische Dorf von Asterix und Obelix bringen, da sie ihren Sohn dort in Sicherheit wähnt.
Asterix findet eines Morgens Caesar junior auf seiner Türschwelle. Als er und Obelix den Kleinen mit Milch füttern, trinkt er versehentlich auch vom Zaubertrank und sorgt deshalb im Dorf für Unruhe. Asterix und Obelix finden durch Caesar juniors Kleidung heraus, dass dieser aus einer vornehmen Familie stammen muss, und fragen deshalb in den umliegenden Römerlagern nach, ob jemand sein Kind vermisse. Die Römer wissen allerdings nichts. Es versteht sich von selbst, dass die beiden bei dieser Gelegenheit auch gleich die Lager verwüsten.
Währenddessen taucht Brutus in Condate auf und erfährt, dass Caesar junior sich im gallischen Dorf aufhält. Deshalb gibt er den Befehl, das Baby zu entführen. Dies geht mehrmals schief, unter anderem, da beim Baby noch immer der Zaubertrank wirkt. Daher lässt Brutus das Dorf niederbrennen. Während die Männer vom Dorf gegen die Römer kämpfen, gehen die Frauen mit den Kindern zum Strand. Dort taucht aber auch Brutus auf und schnappt sich das Kind. Caesar junior versucht sich zwar zu wehren, kann jedoch nichts ausrichten, da der Trank aufgehört hat zu wirken. Brutus flieht mit dem Kleinen aufs Meer.
Am nächsten Tag ist die Schlacht beendet und die Männer erfahren von der Entführung. Asterix und Obelix verfolgen Brutus und das Kind. Sie kehren mit ihm und dem Entführer zurück, als Caesar auftaucht. Er will von Brutus wissen, was los ist, als im selben Augenblick auch Kleopatra ankommt und ihn informiert. Caesar verspricht den Galliern aus Dank, dass seine Truppen das abgebrannte Dorf wieder aufbauen werden und Kleopatra stellt ihre Galeere für das abschließende Festessen zur Verfügung, bei dem auch Caesar mit den Galliern feiert.

### Bezüge innerhalb der Reihe
Es ist das erste und bisher einzige Mal, dass die Römer es schaffen, das Dorf zu zerstören.
Das Festbankett, das in der Regel am Abend stattfindet, wird hier nach Asterix als Gladiator und Asterix und Kleopatra erstmals wieder am Tag abgehalten. Ungewöhnlich, aber passend zum Plot, ist dabei vor allem die Anwesenheit von Julius Caesar nebst Familie.

## Veröffentlichung
Die Erstauflage des Albums Le Fils d'Astérix war im Jahr 1983 im Verlag Les Éditions Albert René als 27. Band der Asterix-Reihe. Die deutsche Erstauflage des Buches erfolgte beim Ehapa Verlag am 10. Oktober 1983 nach einer Angabe des Comicmagazins Basta (Nr. 10/1983, S. 94). Mit der Neuauflage 2002 hat dieser Band ein neues Titelbild erhalten.
Der Band erschien auch in verschiedenen deutschen Dialekten, u. a. auf Pfälzisch als Em Asterix soi Bobbelsche (siehe dazu Liste der Mundart-Ausgaben von Asterix).